# 民主進歩党旗
民主進歩党旗は、中華民国（台湾）の民主進歩党を代表する旗で、芸術家の欧秀雄（筆名は官不為）が考案した。民主進歩党の党章第1章第2条には、「党の旗は、緑地に白十字で、中央に緑の台湾をあしらったものとする」と規定されている。1986年の結党当時から使われている旗である。

## 党旗の考案
当時、民進党の前身である「党外公政会」で結党を議論していたとき、出席者は「旗があったほうがいい」と感じていた。1985年末、姚嘉文の妻の周清玉は、欧秀雄が声楽家であるだけでなく画家でもあることに思い至り、彼の家に行き、その場で「1985年党外選挙後援会」が使用する旗を描いてもらうよう依頼した。欧秀雄はその場で二枚の旗を描いた。一つは緑地に白の米字旗で、中央に緑の台湾が描かれており、もう一つは緑十字で、台湾が民主主義の十字架を背負っていることを象徴している。
周清玉は、10人の党員グループと話し合うために戻った。会議では、省議員の游錫堃が、緑地に白の米字旗は「台湾が引き裂かれるように見える」と発言した。欧秀雄は、第二案として緑十字旗を提案したが、台湾人のほとんどが非キリスト教徒であったため、識別が困難であった。その後、十字旗を使用することが提案され、「一個十字，各自表述」（「一つの十字は各自が表述する」の意。「一個中国，各自表述」からの転用）が完成した。1986年8月15日、党外公政会と編連会の共催で、台北市内で「憲法施行と結党に関する説明会」と「党旗掲揚式」を行い、9月28日の民進党結党以来、党旗として使用されている。
2009年3月24日、民進党第13回全台各県市暨労工党部主委会議の第4回会合が開催された。金門県党部主委の陳滄江と澎湖県党部主委の陳慧玲は共同で、党中央に金門、澎湖、馬祖の三つの離島の地図を党旗に入れることを提案し、全会一致で支持を得た。この提案は、金馬放棄論と関連している。陳滄江によると、蔡英文党首はその場で承諾し、主管部門に直ちに検討し、金門、澎湖、馬祖の地図を図案化して、できるだけ早く党旗に加えるよう求めたという。

## 党章
民進党の党章は、当初の長方形が円形に変更された以外は、党旗と同様の意匠である。